# Gäu (huyện)
Huyện Gäu (tiếng Pháp: District du Gäu, tiếng Đức: Bezirk Gäu) là một huyện hành chính của Thụy Sĩ. Huyện này thuộc bang Bang Solothurn. Huyện Gäu có diện tích 62 km², dân số theo thống kê của cục thống kê Thụy Sĩ năm 1999 là 16340 người. Trung tâm của huyện đóng ở Oensingen. Mã của huyện là 1101.